# 페르낭 레제
조제프 페르낭 앙리 레제(프랑스어: Joseph Fernand Henri Léger, 프랑스어 발음: [fɛʁnɑ̃ leʒe], 1881년 2월 4일~1955년 8월 17일)는 프랑스의 화가이다.
아르장탕에서 출생하여 파리의 미술 학교, 아카데미 쥐리앙에서 수학했다. 인상파 앙리 마티스, 폴 세잔의 영향을 받아 1911년경부터 입체파 운동에 참가하여, 현대 추상화의 길을 열었다. 기계적인 동적 미를 흡수하여 명쾌한 구도로 정물·인물을 그렸다. 뒤에 무대 장치와 영화에도 관심을 기울여, 순수 영화를 제창함으로써 전위 영화의 길을 열었다. 1930년 전후부터 곡선을 자주 사용하고, 동적인 구도를 취하여 심리적인 표현을 더하였다. 대표작으로 〈결혼식〉, 〈아담과 이브〉, 〈트럼프놀이〉등이 있다.